# أنتوني آدمسكي
أنتوني آدمسكي (بالبولندية: Antoni Adamski)‏ (و. 1932 – 2001 م) هو رياضي بولندي، شارك في الألعاب الأولمبية الصيفية 1952، توفي في شتتين، عن عمر يناهز 69 عاماً.

## التعليم
تعلم في Szczecin University of Technology ‏
.

## روابط خارجية
- أنتوني آدمسكي على موقع اللجنة الأولمبية الدولية (الإنجليزية)
- أنتوني آدمسكي على موقع أوليمبيديا (الإنجليزية)
- أنتوني آدمسكي على موقع اللجنة الأولمبية البولندية (مؤرشف) (البولندية)